# Egoi Martínez
Pour les articles homonymes, voir Martínez.
Egoi Martínez de Esteban est un coureur cycliste espagnol né le 15 mai 1978 à Etxarri-Aranatz. Il est professionnel de 2002 à 2013, principalement dans l'équipe espagnole Euskaltel Euskadi. Il a notamment remporté le Tour de l'Avenir 2003, et le classement de la montagne et une étape du Tour d'Espagne 2006.

## Biographie
Membre de l'équipe amateur espagnole Caja Rujal en 2001, Egoi Martínez remporte le Tour de León. Il devient coureur professionnel l'année suivante, dans l'équipe basque Euskaltel-Euskadi. Avec cette équipe, il remporte le Tour de l'Avenir 2003. Il participe au Tour de France l'année suivante, son premier grand tour.
En 2006, il est recruté par l'équipe américaine Discovery Channel, dans laquelle a évolué jusqu'en 2005 le septuple vainqueur du Tour de France Lance Armstrong. Il remporte la 11e étape et le classement de la montagne Tour d'Espagne 2006. Au Tour de France 2007, il est un des coéquipiers d'Alberto Contador, qui remporte là son premier grand tour.
En 2008, Egoi Martínez revient chez Euskaltel-Euskadi. Il se classe cette année-là neuvième du Tour d'Espagne, après avoir été en tête du classement général pendant 4 jours.
Le coureur espagnol arrête sa carrière à la fin de la saison 2013.

## Palmarès

### Palmarès amateur
- 2000
  - 4e étape du Tour d'Alava[5]
- 2001
  - Premio Ega Pan
  - Santikutz Klasika
  - Classement général du Tour de León
  - 2e du Tour de Navarre
  - 3e du Tour d'Alava

### Palmarès professionnel
- 2003
  - Classement général du Tour de l'Avenir
- 2006
  - Tour d'Espagne :
    -  Classement de la montagne
    - 11e étape

  - 2e de l'Eindhoven Team Time Trial
- 2008
  - 9e du Tour d'Espagne
- 2009
  -  Classement de la montagne du Tour de France[2]
  - 2e de la Klasika Primavera

### Résultats sur les grands tours

#### Tour de France
9 participations
- 2004 : 41e
- 2005 : 48e
- 2006 : 42e
- 2007 : 61e
- 2008 : 50e
- 2009 : 44e, vainqueur du  classement de la montagne[2]
- 2010 : 40e
- 2011 : 34e
- 2012 : 17e

#### Tour d'Espagne
8 participations
- 2005 : 45e

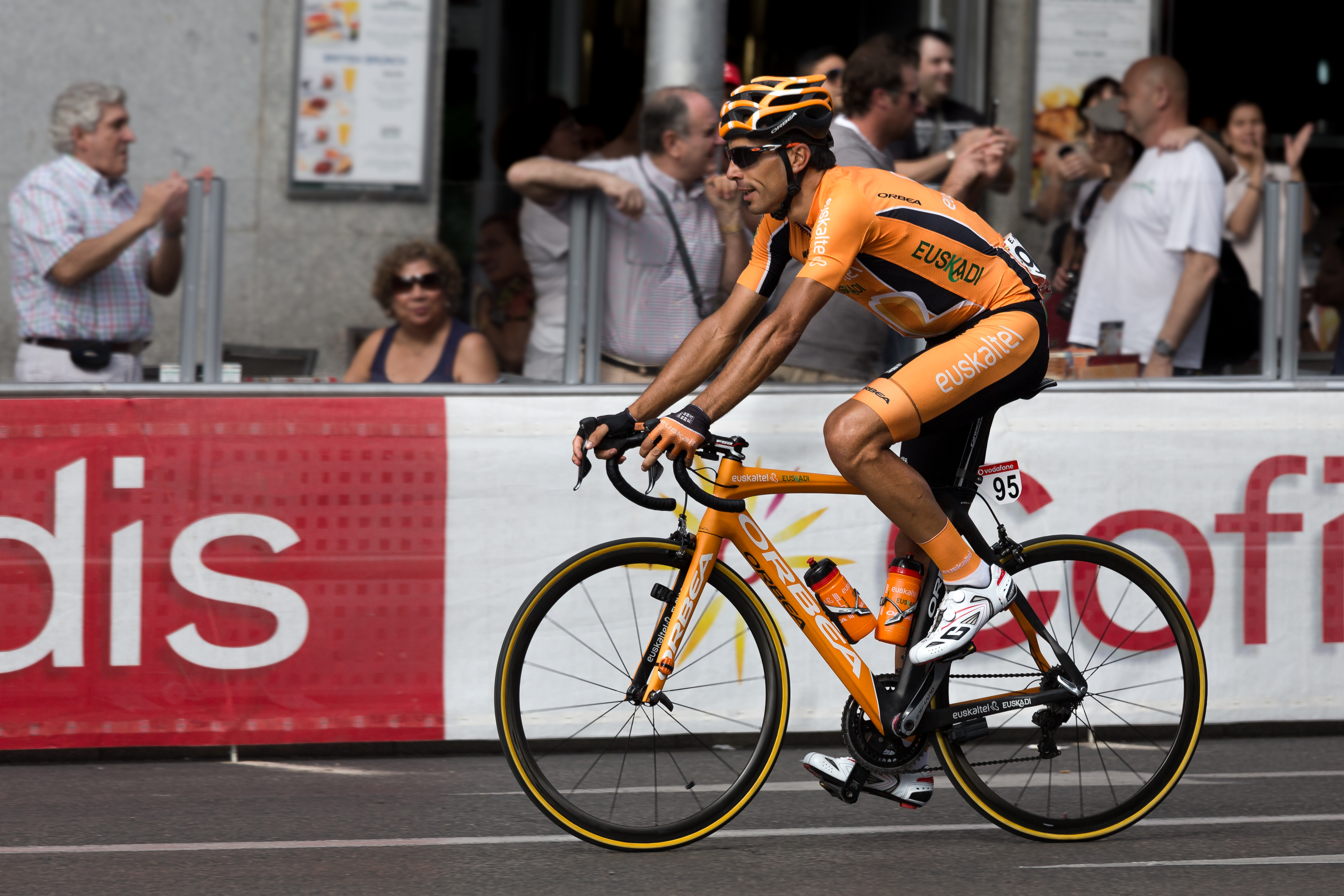
Tour d'Espagne 2013

- 2006 : 12e, vainqueur du  classement de la montagne et de la 11e étape
- 2007 : non-partant (12e étape)
- 2008 : 9e,  maillot or pendant 4 jours
- 2009 : 52e
- 2010 : abandon (14e étape)
- 2011 : 55e
- 2013 : 30e

#### Tour d'Italie
1 participation
- 2013 : 22e

### Classements mondiaux
| Année                  | 2006 | 2007 | 2008 | 2009 | 2010 | 2011 | 2012 | 2013 |
| ---------------------- | ---- | ---- | ---- | ---- | ---- | ---- | ---- | ---- |
| Classement ProTour     | 97e  | 135e |      |      |      |      |      |      |
| Calendrier mondial UCI |      |      |      | 206e | 258e |      |      |      |
| UCI World Tour         |      |      |      |      |      |      | 128e | 209e |